# Ötzi
Ötzi, Hombre de Similaun y Hombre de Hauslabjoch son los nombres modernos de la momia de un hombre que falleció hacia el 3255 a. C. aproximadamente a los cuarenta y seis años de edad. La momia fue descubierta en septiembre de 1991 por dos alpinistas alemanes en los Alpes de Ötztal, cerca de Hauslabjoch, en la frontera de Austria e Italia, a una altitud de 3200 m s. n. m. Su apodo proviene de Ötztal (valle de Ötz), el tramo de los Alpes italianos en el que fue descubierto. Es la momia humana natural más antigua de Europa y ha ofrecido una visión sin precedentes de los europeos del Calcolítico (Edad de Cobre). Su cuerpo y pertenencias están expuestos en el Museo de Arqueología del Tirol del Sur de la ciudad de Bolzano, en el Alto Adigio, Italia.
La causa de la momificación del cadáver fue el frío extremo y perpetuo de la región donde el individuo falleció.

## Descubrimiento
Ötzi fue encontrado por dos alpinistas de Núremberg, Alemania, el 19 de septiembre de 1991. Se pensó que se trataba de un cadáver reciente, como varios otros que se encontraron en la región. Fue recuperado por las autoridades austríacas y llevado a Innsbruck, donde se pudo hacer su datación verdadera. La disputa diplomática entre Austria e Italia por la titularidad de la momia se produjo a causa de la indefinición de la frontera, cubierta de hielo en el momento de la firma del tratado de St. Germain-en-Laye en 1919. Nuevas mediciones en 1991 decretaron que el hallazgo se había producido a unos noventa y tres metros al interior del territorio italiano, aunque la Universidad de Innsbruck, en Austria, conservó la momia hasta terminar las investigaciones científicas. Siete años más tarde se decidió que la momia permanecería en Italia.

## Análisis científico
El cuerpo se ha examinado, medido, radiografiado y fechado extensivamente. Los tejidos finos y el contenido de los órganos fueron examinados mediante el microscopio, al igual que el polen encontrado en sus prendas. La secuenciación del genoma (ADN) ha revelado que tenía ojos marrones, grupo sanguíneo O+, intolerancia a la lactosa y problemas cardiovasculares.

### Cuerpo
De acuerdo con las estimaciones actuales, Ötzi medía aproximadamente 159 cm de altura, tenía cuarenta y seis años y habría pesado unos 50 kg (cuando lo descubrieron, pesaba 38 kg). Tenía artritis, caries, enfermedad de Lyme, una anomalía genética por la que no se le había formado el duodécimo par de costillas y padecía de parásitos intestinales.
Según un estudio reciente de 2023, se descubrió que probablemente su piel era más oscura que la de muchos de los europeos actuales, encontrándose entre los tonos más oscuros de piel entre los europeos del sur (como los sardos, con quién está genéticamente más emparentado). Estos estudios sin embargo no son concluyentes ni definitivos. El artículo también deja espacio para factores ambientales como indicativos de su piel oscura, por lo que más estudios serán necesarios en un futuro. La escala de pigmentación de los sardos modernos es de 0.589335. y la de Ötzi 0.591405 (Tabla S11 del estudio). Un europeo moderno del norte del continente tiene una magnitud de pigmentación de alrededor del 0,50 mientras que una persona nativa de África central o subsahariana tiene una pigmentación del orden de entre 0,7 y 0,75. Es por tanto importante aclarar que su piel no es oscura como la de los seres humanos actuales en África subsahariana, como muchos artículos sensacionalistas han intentado representarlo. 

La presencia en el cuerpo de polen de carpe negro, árbol que florece en los Alpes entre marzo y junio, indica que Ötzi murió en primavera o principios de verano.
Los análisis de los granos del polen, del polvo y la composición isotópica del esmalte de los dientes indican que pasó su niñez cerca de la actual villa de Velturno (al norte de Bolzano), pero fue más adelante a vivir en los valles cerca de cincuenta kilómetros al norte de dicho lugar.
El análisis del grupo de Franco Rollo, en la universidad de Camerino, ha demostrado que el ADN mitocondrial de Ötzi pertenece al subclúster K1 del  grupo haploide mitocondrial K, pero que no puede ser categorizado entre las tres ramas modernas debido a que es un subclúster.
El análisis intestinal de Ötzi demostró contener dos comidas recientes (una cerca de ocho horas antes de su muerte): una de carne de gamuza, otra de carne de ciervo rojo, ambas consumidas con algún cereal (un salvado procesado de escaña cultivada, consumido posiblemente en forma de pan). Había también algunas semillas de endrino (pequeñas ciruelas, frutos del árbol del endrino) y algunas raíces.
El polen que se encontró en la primera comida demostró que había sido consumida en un bosque de coníferas de altitud media, y otros pólenes indicaron la presencia de trigo y legumbres, que pudieron haber sido cosechas domesticadas. También se descubrieron granos de polen de carpe lupulino. El polen se encontró preservado en perfecto estado, incluso con el interior de las células intacto, lo cual indica que era fresco (de pocas horas) y estaba recién impregnado en el momento de la muerte de Ötzi. Este hecho añade nuevos elementos de estudio sobre el tema. Es interesante señalar que la escaña se cosecha en el verano tardío y los endrinos en otoño; estos se debieron haber almacenado desde el año anterior.
Debido a los cambios de temperatura derivados del transporte del cuerpo, muchos tejidos de Ötzi se deterioraron, lo que dificultó posteriores análisis e imposibilitó el conocimiento sobre estos tejidos.

### Primeros auxilios
Al parecer, trató de curarse el corte que tenía en la mano usando musgo, tal como indicarían los restos hallados en el cuerpo. Es posible que conociese las propiedades coagulantes de cierto musgo de pantano y se lo aplicase sobre la herida y posteriormente, al comer, parte de ese musgo llegara al aparato digestivo. Puede ser un elemento a considerar el que tuviese rudimentarios conocimientos de las propiedades de algunas plantas.

### Tatuajes
El cuerpo presenta sesenta y ocho tatuajes en la muñeca izquierda, dos en la zona lumbar de la espalda, cinco en la pierna derecha y dos en la izquierda. Se trata de pequeños grupos de tres o cuatro rayas paralelas que no forman un dibujo reconocible. Los científicos, usando rayos X, han determinado que Ötzi pudo haber sufrido artritis en esas zonas, y se ha especulado por tanto que los tatuajes podrían haber sido realizados con una función mágico-curativa (una suerte de acupuntura).

### Ropa y zapatos

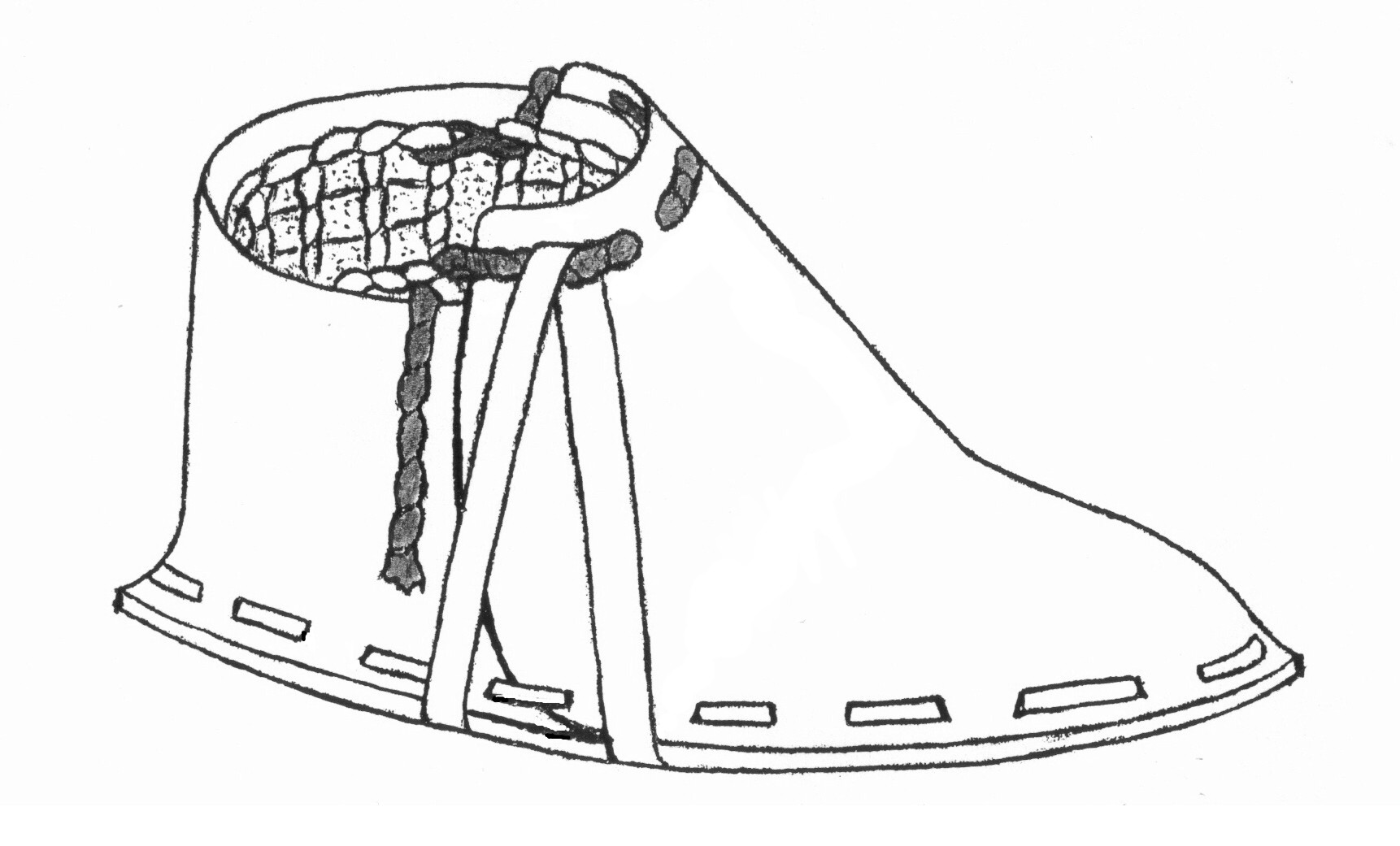
Dibujo de un zapato de Ötzi

Las ropas de Ötzi constaban de una capa o sobretodo de fibra vegetal, un gorro de piel de oso, un chaleco y calzas de piel de cabra doméstica, taparrabos de cuero y zapatos tejidos de cuero; eran muy sofisticadas. Los zapatos eran impermeables, diseñados aparentemente para caminar a través de la nieve; fueron hechos usando piel de oso para las plantas del pie, piel de ciervo oculta en los paneles superiores y una red interior hecha de corteza de árbol, rellena con hierba seca que rodeaba el pie dentro del zapato, funcionando como un calcetín.
Los zapatos han sido reproducidos actualmente por los expertos y hay planes para la producción comercial. Sin embargo, una teoría más reciente dice que los "zapatos" de Ötzi eran realmente la parte superior de raquetas. Según esta teoría, el artículo interpretado actualmente como parte del calzado es realmente el marco y la red de madera de una raqueta.

### Análisis de sangre

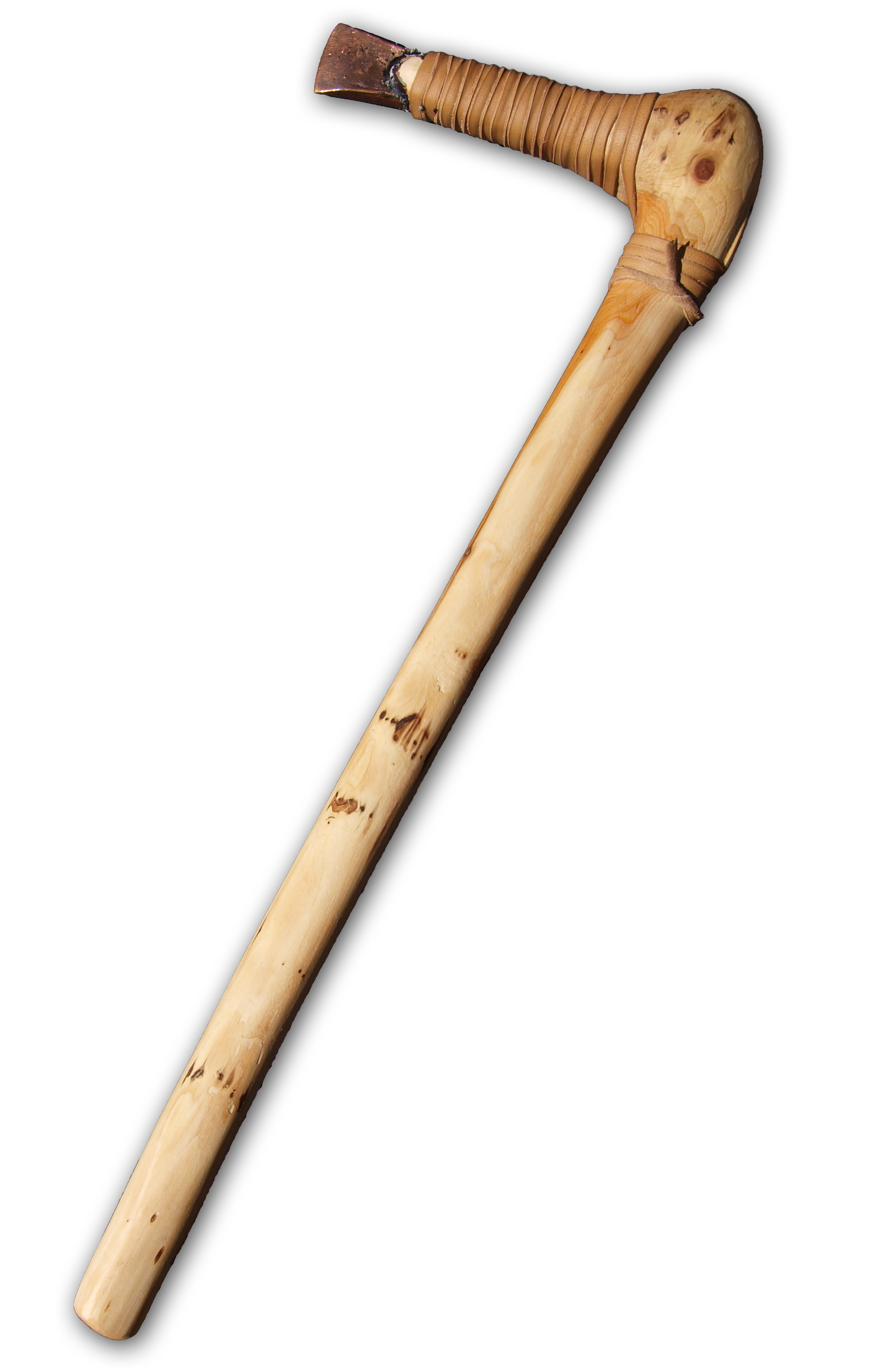
Reproducción del hacha hallada junto al cuerpo

En mayo de 2012 los científicos anunciaron el descubrimiento de que Ötzi aún tenía células sanguíneas intactas. Estas son las células sanguíneas humanas completas más antiguas jamás identificadas. En la mayoría de los cuerpos antiguos las células de la sangre, o bien se redujeron o quedaron meros restos, pero la sangre de Ötzi tiene las mismas dimensiones que tienen los glóbulos rojos vivos y se asemeja a una muestra de hoy en día. El hecho de que Ötzi sufriera de intolerancia a la lactosa indica que él y su comunidad no eran indoeuropeos. Ötzi perteneció al haplogrupo G por ADN del cromosoma Y, por lo que está más estrechamente relacionado con los europeos del sur, especialmente con poblaciones de Córcega y Cerdeña.

### Demás equipo
Otros artículos encontrados junto con el «hombre de hielo» eran:
- un hacha de cobre y pedernal con un mango de tejo
- un cuchillo de pedernal con mango de fresno
- un carcaj lleno de flechas con los vástagos de viburno
- puntas de pedernal
- un arco inacabado que era más alto que él.

Entre las posesiones de Ötzi había dos especies de hongos. De uno de estos (el hongo del abedul) se sabe que tiene características antibacterianas, y fue utilizado probablemente para propósitos médicos. El otro era un tipo de hongo de yesca (para producir fuego), incluido con parte de lo que parecía ser un equipo complejo para prender lumbre. El equipo contiene pedazos de diversas plantas, cerca de una docena, además del pedernal y de la pirita para crear chispas.

## Un crimen antiguo
Una exploración por TAC reveló que Ötzi tenía lo que parece ser una punta de flecha alojada en el pulmón izquierdo cuando murió, junto a un rasgón pequeño en la capa. El astil de la flecha había sido quitado, por sí mismo o por otra persona (un compañero o un enemigo). También tenía cortes en el pecho, y en la mano y muñeca derechas, así como contusiones.
Rastros revelados por el análisis del ADN de la sangre que había en los objetos que lo rodeaban, demostraron la presencia de otras cuatro personas:
- Sangre de una persona en su capa.
- Sangre de otra persona en su cuchillo (lo que indicaría que hirió a una persona a cuchilladas).
- Dos tipos de sangre de la misma punta de la flecha (que indicaría que hirió a dos personas distintas a flechazos y extrajo cada vez la valiosa flecha, sin que se saliera la punta de flecha, lo que indica que su tecnología era superior a la de sus atacantes, ya que él recibió un flechazo en el omóplato izquierdo que le alcanzó el pulmón, y al extraerla, quedó la punta de la flecha en su interior).

Se confirmó entonces que Ötzi fue asesinado, sufriendo una muerte lenta y agónica seguramente por asfixia o desangramiento.

## Descendencia

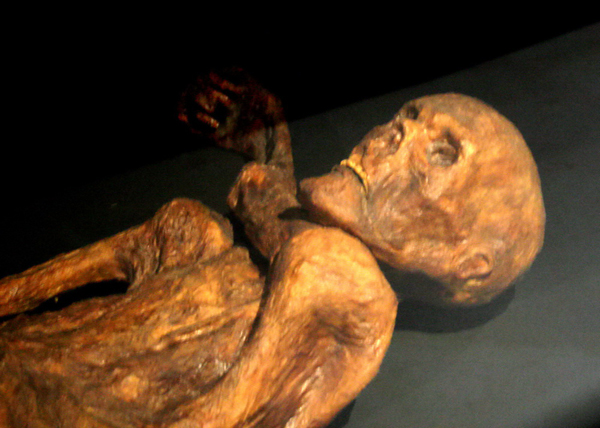
Reconstrucción plástica de su cuerpo tal como se conservó.

El hallazgo de Ötzi suscitó tantos descubrimientos que tres mil setecientos austriacos donaron muestras de sangre para comparar su ADN con el del hombre de hielo. El estudio, realizado por el Instituto Nacional de Medicina Legal de la Universidad Médica de Innsbruck, ha logrado identificar a diecinueve personas que están genéticamente relacionadas con el hombre momificado. Y hay posibilidades de identificar a más familiares de Ötzi tanto en Suiza como en Italia.

## Otras teorías
Antes de la última prueba se conjeturó que Ötzi habría sido víctima de un sacrificio ritual; quizás se trataba de un cacique. Esta explicación se pudo haber inspirado en las teorías avanzadas previamente para los cuerpos del primer milenio a. C. recuperados de los pantanos de turba, tales como el Hombre de Tollund y el Hombre de Lindow.
También se presume que Ötzi pudo ser víctima de una tormenta causada por la oscilación de Piora, al enfriarse repentinamente el ambiente de la Tierra, según lo indicado por la oleada del glaciar próximo de Piora (Suiza).
La flecha con sangre de dos personas distintas parece indicar que Ötzi tenía preferencia por ese proyectil, y una acción inicial exitosa, o una agresión o una defensa con retirada de los agresores, que permitió la doble recuperación del proyectil.
Hay que descartar la idea de que Ötzi fuera un cazador solitario; la caza siempre se realizaba en partidas. Sin embargo el individuo pudo perderse de su partida o ser abandonado por ella. La extraña posición de su brazo y el hecho de que alguien arrancara la flecha de su omóplato parecen indicar que había un compañero para ayudarle, o un enemigo para recuperar la flecha, pues le dio la vuelta cuando estaba tendido en el suelo y trató de sacarla.

## Otras momias congeladas
El primer «hombre de hielo» fue descubierto en Canadá en 1899, en el parque natural Provincial Tatshenshini-Alsek. Fue nombrado Kwäday Dän Ts'ìnchi (Persona encontrada de hace mucho; abreviado: KDT) en tutchone meridional por los indígenas de la región. No es tan antiguo como Ötzi: murió hace aproximadamente 550 años.
En el museo de alta montaña de la provincia de Salta (Argentina) se encuentran las Momias de Llullaillaco, nombre con que se conoce a tres cadáveres momificados y congelados de una antigüedad aproximada de 500 años, descubiertos entre el 17 y el 20 de marzo de 1999 en el volcán nevado Llullaillaco de la cordillera de los Andes, en la provincia de Salta. Los cadáveres corresponden a una adolescente de quince años (conocida como La Doncella), una niña de unos seis años (la Niña del Rayo) y un niño de siete años. La expedición estuvo codirigida por el arqueólogo de montaña estadounidense Johan Reinhard y la arqueóloga argentina Constanza Ceruti, siendo financiada por la National Geographic Society. 
El Niño del cerro El Plomo (también conocido como Momia del cerro El Plomo, Momia El Plomo, Niño de El Plomo o Cauri Paccsa) son los restos bien preservados de un niño inca encontrado en el cerro El Plomo (región Metropolitana de Santiago, Chile) en 1954, y que actualmente se encuentra conservado en el Museo Nacional de Historia Natural. Fue el primer descubrimiento de un cuerpo excelentemente conservado en gran altitud, ofrendado en la ceremonia inca de la Capac cocha. Es la momia inca más austral del Tahuantinsuyo.
En los Alpes italianos se encontraron en 2004 los cuerpos congelados de tres soldados austrohúngaros muertos durante la batalla de San Matteo (1918). Uno de los cuerpos fue enviado a un museo con la esperanza de que la investigación sobre cómo el ambiente afectó a su preservación ayude a descubrir algo más sobre Ötzi.